# Dialekt timocko-łużnicki

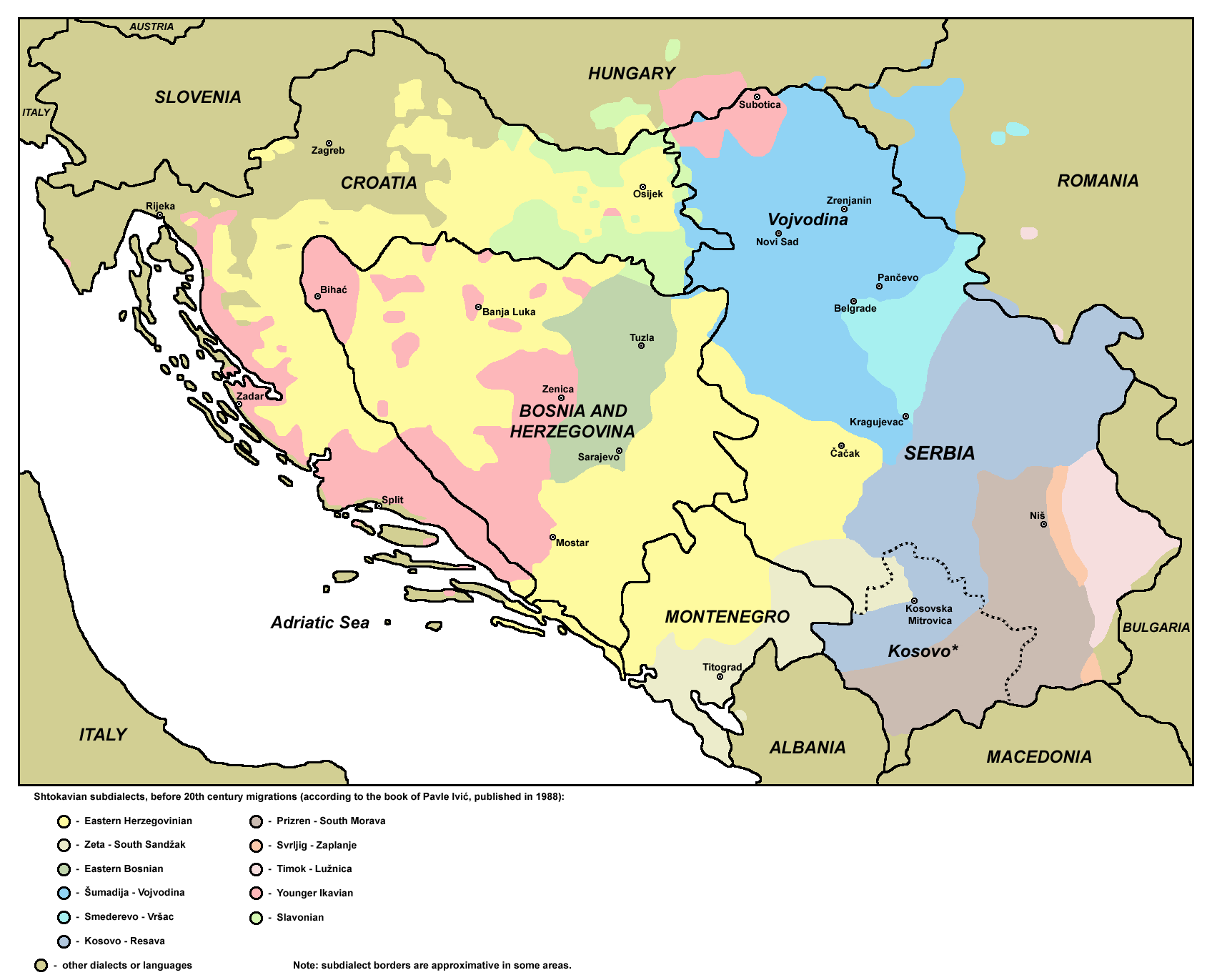
Dialekty sztokawskie i torlackie, w tym dialekt timocko-łużnicki (oznaczony kolorem różowym)

Dialekt timocko-łużnicki (serb.-chorw. timočko-lužnički dijalekt) – dialekt należący do grupy dialektów torlackich, włączanych niekiedy do grupy dialektów sztokawskich. Obszarem zajmowany przez dialekt timocko-łużnicki obejmuje południowo-wschodnie rubieże Serbii, na wschodzie styka idzie wzdłuż granicy serbsko-bułgarskiej, tym samym stykając się z dialektem zachodniobułgarskim.

## Cechy językowe
Do cech fonetycznych dialektu timocko-łużnickiego należą:
- akcent ekspiratoryczny, bez pierwotnego iloczasu i tonów[3],
- system wokalny składający się z ośmiu fonemów: a, e, i, u, o, ə kontynuującego dawne jery *ъ, *ь (szczególnie pod akcentem) oraz sonantycznych r̥ i l̥, np. r̥žen, kr̥z, star̥e; vl̥k, zl̥t, vl̥na, jednak w wielu gwarach na miejscu *l̥ spotyka się lə, əl lub typowo sztokawskie u, np. kəlne, dləgo; súnce, buá, puno[4],
- konsekwentne zastąpienie *ě przez e, przyrostki pre- i pri- są rozróżniane[5],
- jery obok ə bywają też kontynuowane przez a, rzadziej e lub o, np. ogań, Ǯurǯevdan, ide sas; Veligden, blagden; sédom, ósom, sóbrano[5],
- powstanie afrykaty ʒ (dz), np. ʒvézda, ʒvóno, naʒrnúl[5],
- częste zastępowanie fonemu f przez v, np. káva, vijáker, sóvra[5],
- brak jotacji w czasownikach typu dojdem, najdem, pojdem[5],
- dość konsekwentne przenoszenie akcentu na przyimek, np. ná vodu, ú svet, dó jeseni[3],
- č i ǯ (dž) na miejscu prasłowiańskich *ť i *ď (czyli ogólnosztokawskich ć i đ), np. Božič, svéča, vóčka, nəčvi, meǯá, preǯá, rǯá, goveǯo, poza tym ć i đ istnieją tylko wtórnie ze zmiękczonych k, g, w turcyzmach typu ćebe, ćilim, ćumur oraz w słowach wziętych z języka literackiego typu obuća, sreća, goveđina[3],
- palatalizacja k i g przed przednimi samogłoskami e, i, a także po palatalnych spółgłoskach j, l’, ń, np. veriđe, ruće, bol’ća, seńća, devojća, majća, bajađi, druđi rat, Bosil’ća[3].

O ile wiele z tych cech występuje także w innych dialektach sztokawskich i torlackich, to dwie ostatnie cechy (przejście ć, đ > č, ǯ i wtórna palatalizacja k, g > ć, đ) wyraźnie odróżniają dialekt timocko-łużnicki od pozostałych dialektów torlackich.
Morfologia dialektu timocko-łużnickiego, podobnie jak pozostałych dialektów torlackich, obfituje w bałkanizmy. Do jego szczególnych cech morfologicznych należą:
- analityczna deklinacja rzeczowników, przymiotników i zaimków, nieodmienne liczebniki[3], jedynymi pozostałościami dawnych przypadków zależnych są przysłówki typu pre Uskrsa ‘przed Wielkanocą’, kući ‘do domu’, u goste ‘w gości’, dəńom i noču ‘dniem i nocą’[6],
- liczba mnoga rzeczowników rodzaju męskiego ma końcówkę -ove, -je lub -e, np. grádove, lébove, petlóve, l’úđe, gajtáńe, ćilímje, učítel’e, Búgare, jedynie rzeczowniki na -c, -k, -g mają formy liczby mnogiej na -i, np. opíńci, zráci, záeci, Némci[6],
- formy wołacza na rzeczowników żeńskich (i męskich imion na -a) o końcówce -o, np. bábo, čérko, májćo, Vládo, Javánčo, Stánojo, bądź -e (od imion na -ga, -ka, -ica), np. Bránke, séjke, Vúkice[6],
- w odróżnieniu od reszty obszaru torlackiego, rzeczowniki rodzaju nijakiego na -e tworzą liczbę mnogą z końcówką -eta, np. búreta, mačéta, momčéta, siráčeta, jednak obok niej pojawia się też -etija, np. momčetíja, piletíja, lončetíja[6],
- częste są zgrubienia na -ište, np. devójčište, momčíšte i na -eta, np. unúčeta, bliznéta[6],
- podwajanie zaimków osobowych typu méne me, ńému mu[6],
- charakterystyczne formy zaimków osobowych typu men, teb, ńeg i enklityki ju, gu, đi, a w liczbie mnogiej nie / ni i vie / vi[6],
- trojaki rodzajnik, który może mieć formy -əv, -va, -vo, -ve, -va (do opisu przedmiotów bliskich, np. čovékəv); -ət, -ta, -to, -te, -ta (do opisu przedmiotów wskazywanych, np. čovékət); -ən, -na, -no, -ne, -na (do opisu przedmiotów dalekich, np. čovékən)[7],
- brak bezokolicznika, a przy tym rozwinięcie użycia rzeczowników odczasownikowych, np. igráńe, mogáńe, koséńe, plevéńe[7],
- żywe użycie aorystu i imperfektu[8],
- końcówka 1. os. l. mn. aorystu -mo, np. trésomo[8],
- czas przyszły typu ču pádnem lub też z partykułą da typu ču da svŕnem, če da otídemo[8],
- przysłówki typu sag~səg~səga~səgaj ‘teraz’, sevte ‘z powodu’, neki gaš ‘czasami’, toprv ‘dopiero’, goǯa~koǯa, dalečko, ič ‘trochę, niemało’, a także przyimek kəm ‘ku’ i partykuły dori, mori, bre~brej[8].

Leksyka tego dialektu cechuje się dużym udziałem starych słów rodzimych, przy czym znaczną warstwę stanowi słownictwo wyłączne dla tego obszaru, np. bablina ‘zagłębienie’, davija ‘kłótnia’, trujalo ‘trucizna’, vrá ‘gromada’, mózul’ ‘odcisk’, gálatan ‘okropny, brudny’, kóčina ‘chlew’, ocútra ‘dziś rano’, usəmplás ‘bez porządku, swawolnie’, doráz ‘oprócz’. Oprócz tego bardzo liczne są turcyzmy, niektóre występują w charakterystycznej formie, np. batlija, đutorica, črga, češire, šaptelija, talal, ćulavče. Występują też liczne romanizmy, np. tugla ‘cegła’, tumber ‘wzniesienie’, parasina ‘zachwaszczone pole’, orati ‘grzmieć’. Pewną warstwę słownictwa stanowią germanizmy, między innymi z dziedziny górnictwa, np. litra ‘drabina’, spaciram se ‘spaceruję’ i albanizmy, np. ćelak ‘chłopiec’, tuta ‘roztrzepaniec’, ʒurla ‘noga, goleń’.